# Cestrum nocturnum
Galán de noche (Cestrum nocturnum) (No confundir con dama de noche) es una planta de la familia de las solanáceas. Nativa de América, se ha naturalizado en Asia Meridional y se cultiva ampliamente en los trópicos.

## Descripción
Es un arbusto o árbol semiperennifolio que alcanza un tamaño de hasta 5 m de alto, con ramitas menudamente pubescentes, glabrescentes. Las hojas oblongo-ovadas o lanceoladas, de 6-15 cm de largo, ápice acuminado, y glabras; con pecíolos de 1-2 cm de largo, glabros. Las inflorescencias se presentan en forma de racimos cortos axilares o terminales que a menudo forman panículas de hasta 10 cm de largo con numerosas flores. El raquis, a veces puberulento, se alarga en el fruto. Las flores, extremadamente perfumadas, se mantienen abiertas durante toda la noche. Tienen 2-3 mm de largo con cáliz glabro en forma de campana, corola amarilla o verdosa, en forma de tubo delgado, de 14-19 mm de largo, expandiéndose en el primer tercio apical, piloso por dentro en el punto de inserción de los filamentos, glabro por fuera. El fruto es un baya globosa, de hasta 7-10 mm de largo, blanca; con semillas de 3-6 mm de largo.

## Usos y cultivo
Usos
Se utiliza como ornamental en jardines por la fragancia de sus flores. Clasificada en ciertos países como planta invasora.[cita requerida]
Cultivo
Ampliamente cultivada en los trópicos y en climas templados sin severas heladas. Se adapta casi a cualquier sustrato bien drenado y en una exposición a semisombra.

## Fitoquímica y toxicidad
Se utiliza en la industria farmacéutica por su contenidos en saponinas: gitonina y digitonina.

Debido a su alto contenido en alcaloides: nicotina, atropina, hiosciamina y escopolamina principalmente, es altamente tóxica. 

## Taxonomía
Cestrum nocturnum fue descrita por Carlos Linneo y publicada en Species Plantarum 1: 191 (1753).
Etimología
Cestrum: nombre genérico que deriva del griego kestron = "punto, picadura, buril", nombre utilizado por Dioscórides para algún miembro de la familia de la menta.
nocturnum: epíteto latino que significa "nocturno".
sinonimia
- Cestrum graciliflorum Dunal
- Cestrum leucocarpum Dunal
- Cestrum multiflorum Roem. & Schult.
- Cestrum nocturnum var. mexicanum O.E.Schulz
- Cestrum propinquum M.Martens & Galeotti
- Cestrum scandens Thibaud ex Dunal
- Cestrum suberosum Jacq.
- Chiococca nocturna Jacq.[8]

## Nombre común
- Galán de noche, dama de noche,[9] huele de noche,[10] silencio en la noche, hedeondilla, hedioncilla, hediondilla, minoche, orcajuda negro, palo huele de noche, jazmín de noche, cestro, caballero de la noche.